# Чемпионат Европы по художественной гимнастике 2009
25-й чемпионат Европы по художественной гимнастике состоялся в Баку (Азербайджан) с 15 по 17 мая 2009 года в спортивно-концертном комплексе имени Гейдара Алиева.
Соревнования прошли в двух видах: индивидуальное многоборье и групповое многоборье. Участие в юбилейном 25-м чемпионате Европы принимала 31 страна: Азербайджан, Австрия, Бельгия, Беларусь, Болгария, Великобритания, Венгрия, Германия, Греция, Голландия, Израиль, Италия, Кипр, Латвия, Литва, Молдова, Норвегия, Польша, Португалия, Румыния, Россия, Сербия, Словения, Словакия, Украина, Финляндия, Франция, Хорватия, Чехия, Швеция и Эстония.
Параллельно с основными соревнованиями прошёл чемпионат Европы среди юниорок. Официальным талисманом чемпионата стала маленькая газель.

## Место проведения
Чемпионат Европы по художественной гимнастике проходил в самом крупном спортивно-развлекательном объекте страны — Спортивно-концертном комплексе имени Гейдара Алиева. Этот комплекс был открыт в 1990 году и с того момента в нём было проведено свыше 40 международных соревнований по различным видам спорта, в том числе 23-й чемпионат Европы по художественной гимнастике, 27-й чемпионат мира по художественной гимнастике, а также этапы Кубка мира по художественной гимнастике 2003, 2004, 2005 гг.

## Итоги чемпионата

### Командное первенство
| Место | Страна      | Состав                                            | Баллы   |
| ----- | ----------- | ------------------------------------------------- | ------- |
| 1     | Россия      | Евгения Канаева, Ольга Капранова, Вера Сесина     | 224.325 |
| 2     | Азербайджан | Алия Гараева, Анна Гурбанова, Зейнаб Джавадлы     | 212.850 |
| 3     | Украина     | Анна Бессонова, Дарья Кушнерова, Алина Максименко | 209.700 |

### Командное первенство (юниоры)

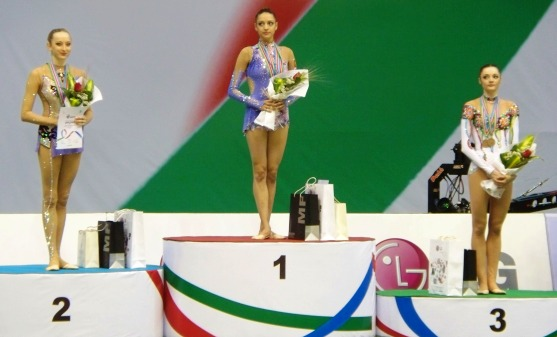
Церемония награждения победителей

| Место | Страна      | Состав                                                                                     | Баллы  |
| ----- | ----------- | ------------------------------------------------------------------------------------------ | ------ |
| 1     | Россия      | Ольга Ильина, Валерия Карташева, Дарья Изотова, Ольга Распопина, Елизавета Александрова    | 26.250 |
| 2     | Азербайджан | Сабина Аббасова, Нигяр Абдусалимова, Евгения Жидкова, Аелита Халафова, Камилла Мамедова    | 24.950 |
| 3     | Болгария    | Елена Тодорова, Цветелина Найденова, Христиана Тодорова, Абигель Зашева, Виктория Стоянова | 24.700 |

### Индивидуальные упражнения — скакалка

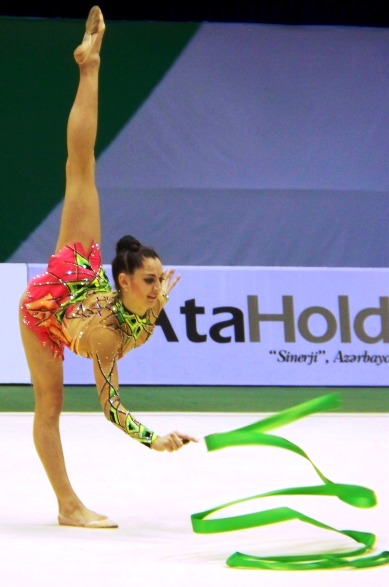
Анна Гурбанова

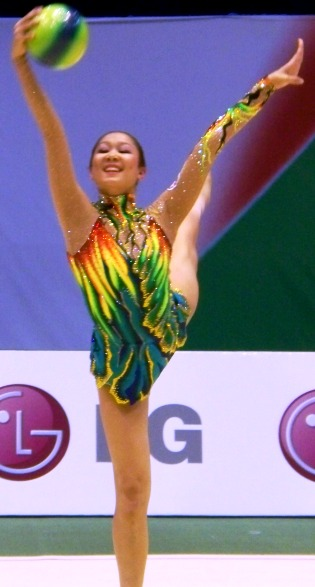
Алия Гараева

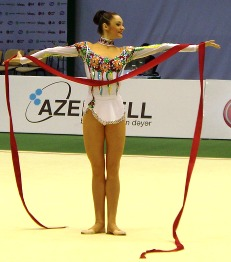
Анна Бессонова

| Место | Страна | Спортсменка      | Результат |
| ----- | ------ | ---------------- | --------- |
| 1     |        | Евгения Канаева  | 28.850    |
| 2     |        | Вера Сесина      | 28.150    |
| 3     |        | Анна Бессонова   | 27.625    |
| 4     |        | Анна Гурбанова   | 27.200    |
| 5     |        | Любовь Черкашина | 26.800    |
| 6     |        | Сильвия Митева   | 26.650    |
| 7     |        | Ирина Ризенсон   | 26.525    |
| 8     |        | Алия Гараева     | 26.150    |

### Индивидуальные упражнения — обруч
| Место | Страна | Спортсменка       | Результат |
| ----- | ------ | ----------------- | --------- |
| 1     |        | Евгения Канаева   | 28.875    |
| 2     |        | Вера Сесина       | 27.950    |
| 3     |        | Анна Бессонова    | 27.650    |
| 4     |        | Алия Гараева      | 27.450    |
| 5     |        | Анна Гурбанова    | 27.225    |
| 6     |        | Ирина Ризенсон    | 26.975    |
| 7     |        | Сильвия Митева    | 26.650    |
| 8     |        | Светлана Рудалова | 26.175    |

### Индивидуальные упражнения — лента
| Место | Страна | Спортсменка      | Результат |
| ----- | ------ | ---------------- | --------- |
| 1     |        | Евгения Канаева  | 28.425    |
| 2     |        | Вера Сесина      | 28.050    |
| 3     |        | Анна Бессонова   | 27.575    |
| 4     |        | Алия Гараева     | 27.500    |
| 5     |        | Анна Гурбанова   | 27.250    |
| 6     |        | Сильвия Митева   | 27.100    |
| 7     |        | Ирина Ризенсон   | 26.925    |
| 8     |        | Мелитина Станюта | 26.825    |

### Индивидуальные упражнения — мяч
| Место | Страна | Спортсменка      | Результат |
| ----- | ------ | ---------------- | --------- |
| 1     |        | Евгения Канаева  | 29.050    |
| 2     |        | Анна Бессонова   | 28.000    |
| 3     |        | Анна Гурбанова   | 27.850    |
| 4     |        | Ольга Капранова  | 27.600    |
| 5     |        | Алия Гараева     | 27.550    |
| 6     |        | Мелитина Станюта | 27.200    |
| 7     |        | Ирина Ризенсон   | 26.800    |
| 8     |        | Любовь Черкашина | 26.225    |

## Организаторы

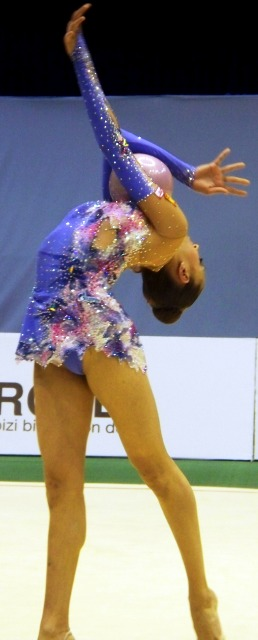
Евгения Канаева

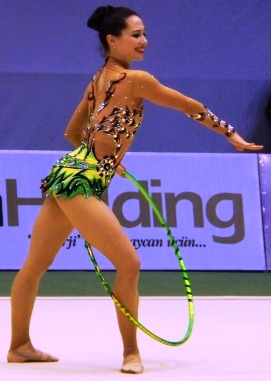
Ирина Ризенсон

Талисман ЧЕ

Список членов организационного комитета 25-го чемпионата Европы по художественной гимнастике
- Президент — Мехрибан Алиева, Президент Федерации гимнастики Азербайджана
- Вице-президент — Азад Рагимов, Министр молодежи и спорта Азербайджанской Республики
- Вице-президент — Алтай Гасанов, Вице-президент Федерации гимнастики Азербайджана
- Координатор чемпионата — Фарид Гаибов, Генеральный секретарь Федерации гимнастики Азербайджана
- Директор соревнований со стороны Азербайджана — Валентина Уклеина, Тренер по художественной гимнастике
- Главный секретарь — Нурлана Ализаде, Тренер по художественной гимнастике
- Финансовый директор — Валида Мамедова, Финансовый директор Федерации гимнастики Азербайджана
- Спортивный комплекс — Рафиг Бейбутов, Директор Спортивно-концертного комплекса имени Гейдара Алиева
- Технические директора — Миркямиль Рагимов, Заведующий спортивным отделом Министерства молодежи и спорта Азербайджанской Республики
- Фарид Аскеров — Менеджер по хозяйству Федерации гимнастики Азербайджана
- Айдын Атакишиев — Менеджер по проектам PashaHolding
- Церемонии (награждение, открытие и закрытие) — Исмаил Исмаилов, Заместитель министра молодежи и спорта Азербайджанской Республики
- Транспорт и логистика — Рауф Алиев, Депутат Парламента Азербайджанской Республики
- Размещение — Фазиль Фарзуллаев, Генеральный директор «CrescentBeachHotel»
- Нурлана Мамедзаде, Менеджер Федерации гимнастики Азербайджана
- Безопасность — Эйваз Гурбанов, Депутат Парламента Азербайджанской Республики
- Маркетинг — Ляман Агаева, Менеджер по рекламе и маркетингу Федерации гимнастики Азербайджана
- Пресса — Шахин Кязимзаде, Пресс-секретарь Федерации гимнастики Азербайджана
- Искендер Шекинский — Заместитель заведующего спортивным отделом Министерства молодежи и спорта Азербайджанской Республики
- Протокол — Айсель Гулиева, Менеджер по международным связям Федерации гимнастики Азербайджана
- Орхан Набиев — Менеджер Федерации гимнастики Азербайджана
- Медицинская служба — Ирада Рустамзаде, Глава медицинского отдела Министерства молодежи и спорта Азербайджанской Республики
- Питание — Эмин Мустафаев
- Дизайн — Тамилла Садыхова, Директор компании SuperService
- Аккредитация — Айдын Атакишиев, Менеджер по проектам PashaHolding
- Эмин Султанов — Менеджер Федерации гимнастики Азербайджана
- Служба волонтеров — Джейхун Османлы, Председатель общественной организации «İreli»
- Рафиг Рзаев — Старший консультант спортивного отдела Министерства молодежи и спорта Азербайджанской Республики